# Das Tal des Traumes
Das Tal des Traumes ist ein deutsches Stummfilm-Melodram aus dem Jahre 1914 mit Henny Porten in der Hauptrolle. Regie führte Curt A. Stark.

## Handlung
Die leidensfähige und aufopferungsbereite Baronin Nadina Reczel ist die Gattin eines sehr viel älteren Mannes, der sie ausnehmend schlecht behandelt. Eines Tages ist sie seiner Brutalitäten und Demütigungen überdrüssig und flieht aus dem Haus. Nur der charmante Wotan von Wettenau, der sich sehr galant und rührend um sie kümmert, ist der Baronin geblieben. Bald entspinnen sich zarte Bande zwischen den beiden jungen Adeligen.
Dennoch kehrt Nadina, gutgläubig und gattentreu wie sie ist, eines Tages in das eheliche Heim zurück. Als ihr herz- und gefühlloser Ehemann plötzlich stirbt, ist es ihr schäbiger Stiefsohn Gabor, der sie des Mordes an seinem Vater bezichtigt. Doch nach einigen weiteren Wendungen kann bewiesen werden, dass Baronin Nadina unschuldig ist. Nun kann sie endlich in die Arme Wotans zurückkehren.

## Produktionsnotizen
Das Tal des Traumes entstand am Gardasee in Norditalien sowie im Messter-Filmatelier in Berlins Blücherstraße 32, passierte am 11. März 1914 die Filmzensur und erlebte seine Uraufführung am 20. März 1914 im Berliner Mozartsaal. Der Film war drei Akte plus ein Vorspiel lang und maß 1309 Meter. Ein Jugendverbot wurde erteilt.
Das Kinoplakat zu dem Film schuf der Lithograph und Graphikkünstler Hans Rudi Erdt (1883–1925).
Porten und Stark waren zu dieser Zeit ein Ehepaar. Die beiden Porten-Dramen Bergnacht und Das Tal des Traumes wurden mit nahezu identischer Crew unmittelbar hintereinander abgedreht.

## Kritik
„Henny Porten versteht es wie keine andere Filmschauspielerin, ihrem künstlerischen Wesen stets dann eine neue Seite abzugewinnen, wenn man sie am Ende des Registers ihrer Wandlungsfähigkeit glaubt. Sie ist die gleiche, altbekannte Henny Porten und doch steigert eine neue Nuance ihre Beliebtheit und unsere Anerkennung. (…) Dieser Verfilmung des Romanes von El Correi aber ist erstklassiges Autorenmaterial und von Meister mit allen Finessen und Inszenierungskunststücken ausgestattet, die wir von dieser Firma längst gewöhnt sind…“